# ابراهیما امبایه
ابراهیما امبایه (به انگلیسی: Ibrahima Mbaye) متولد ۱۹ نوامبر ۱۹۹۴ در سنگال است او تاکنون در تیم های اینتر میلان و لیورنو بازی کرده‌است.